# Hracholusky (Rakovníki járás)
Hracholusky település Csehországban, Rakovníki járásban. Hracholusky Nezabudice, Pavlíkov, Hřebečníky és Branov településekkel határos. Lakosainak száma 80 fő (2024. január 1.).

## Népesség
A település lakosságának változását az alábbi diagram mutatja:
| Lakosok száma | 352  | 279  | 250  | 149  | 106  | 84   | 73   | 77   | 74   | 80   |
|               | 1869 | 1890 | 1921 | 1950 | 1980 | 2001 | 2017 | 2019 | 2022 | 2024 |